# Neuston

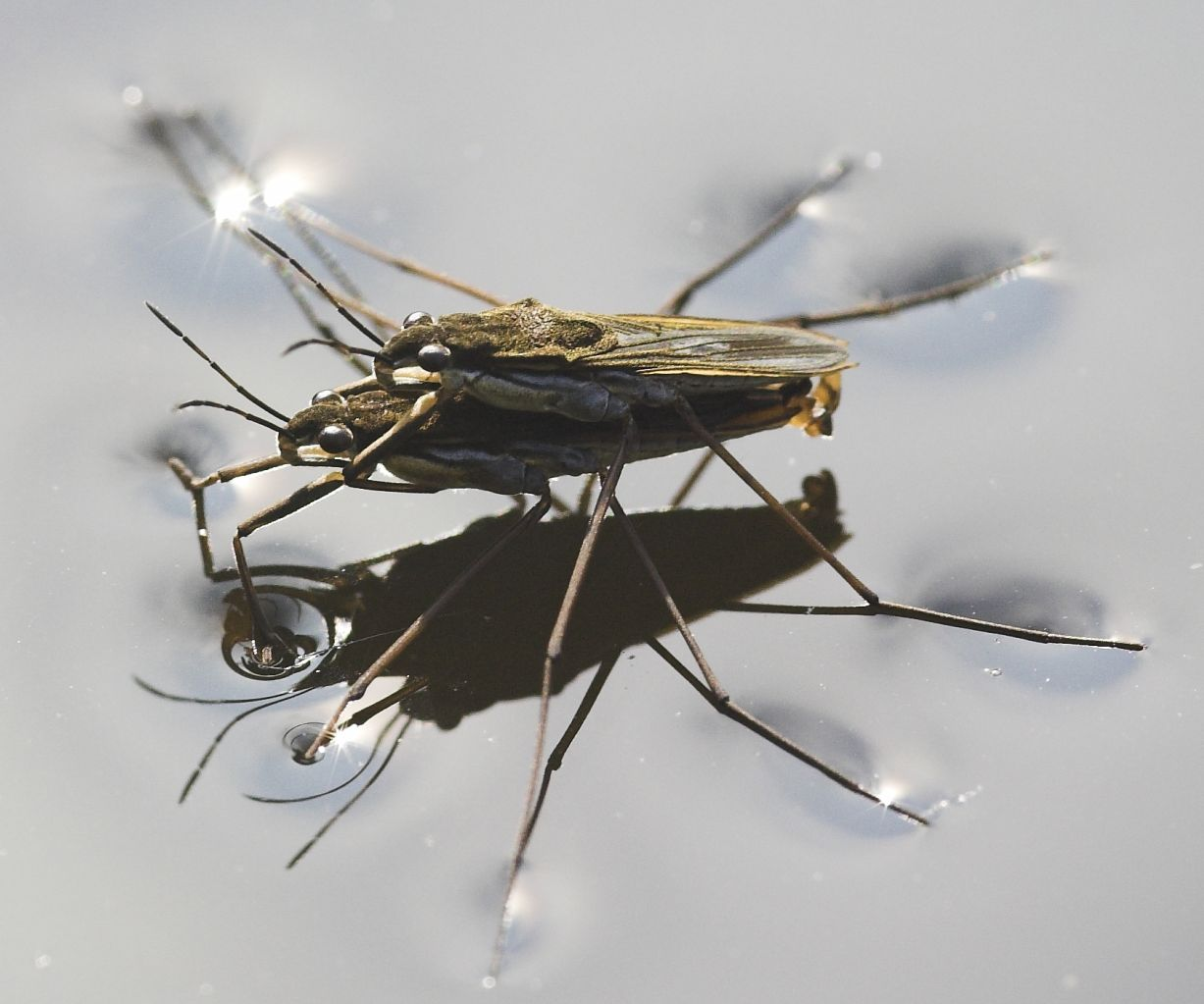
Una coppia di insetti pattinatori.

In biologia marina e in limnologia neuston è il termine utilizzato per indicare gli organismi che vivono sull'interfaccia aria-acqua; il termine comprende sia gli organismi che galleggiano al di sopra del livello dell'acqua (epineuston) sia quelli che vivono appena al di sotto della superficie (iponeuston).
L'epineuston è composto essenzialmente da alcune specie di insetti pattinatori del genere Halobates e da alcuni ragni (come i Dolomedes e il ragno palombaro) mentre all'iponeuston appartengono pesci (ad esempio i pesci volanti), idrozoi, molluschi, copepodi, isopodi, crostacei decapodi, batteri, protozoi e le alghe brune del genere Sargassum.

## Descrizione

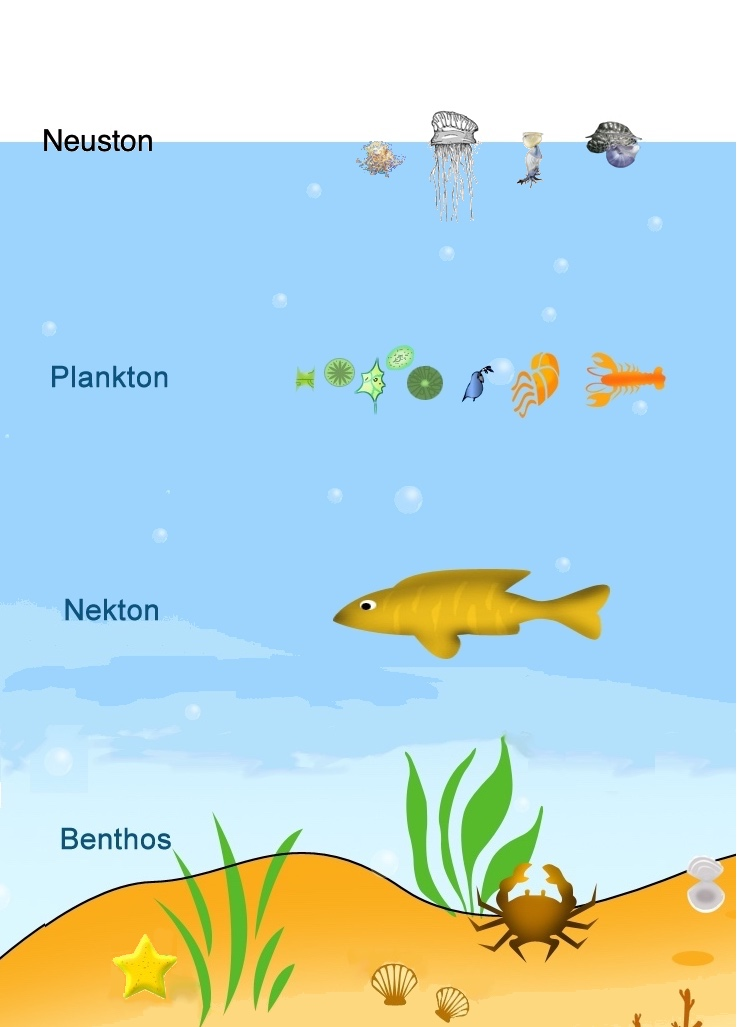
Neuston marino (organismi che vivono sulla superficie dell'oceano), plancton (organismi che si spostano con le correnti d'acqua), necton (organismi che possono nuotare contro le correnti d'acqua) e benthos (organismi che vivono sul fondo dell'oceano).

Il neuston del livello superficiale è uno dei gruppi ecologici acquatici meno conosciuti. Il termine fu usato per la prima volta nel 1917 da Naumann per descrivere le specie associate al livello superficiale degli habitat di acqua dolce. Più tardi, nel 1971, Zaitsev identificò la composizione dei neuston nelle acque marine. Queste popolazioni includono specie microscopiche, oltre a vari taxa vegetali e animali, come fitoplancton e zooplancton, che vivono in questa regione. Nel 2002, Gladyshev ha ulteriormente caratterizzato le principali dinamiche fisiche e chimiche del livello superficiale influenzando la composizione e le relazioni con varie popolazioni neustoniche.
La struttura della comunità neustonica è condizionata dalla luce solare e da una serie di variabili endogene (sostanza organica, processi respiratori, fotosintetici, di decomposizione) ed esogene (deposizione atmosferica, materia inorganica, venti, azione delle onde, precipitazioni, radiazioni UV, correnti oceaniche, temperatura superficiale) e processi che influenzano l'immissione di nutrienti e il riciclaggio. Inoltre il neuston fornisce una fonte di cibo allo zooplancton che migra dagli strati più profondi alla superficie, così come agli uccelli marini che vagano per gli oceani. Per questi motivi, si ritiene che la comunità neustonica svolga un ruolo critico sulla struttura e sulla funzione delle reti alimentari marine. Tuttavia la ricerca sulle comunità di neuston fino ad oggi si è concentrata principalmente sulle regioni dell'oceano geograficamente limitate o sulle aree costiere. Di conseguenza, la complessità del neuston è ancora poco compresa poiché gli studi sulla struttura della comunità e la composizione tassonomica degli organismi che abitano questa nicchia ecologica rimangono pochi, e le analisi su scala globale sono ancora carenti.

## Tipi
Ci sono diversi modi in cui il neuston può essere classificato. Kennish li divide per la loro posizione fisica in due gruppi:
- epineuston: organismi che vivono sulla superficie dell'acqua
- hyponeuston: organismi all'interno di una regione di profondità specificata direttamente al di sotto del livello superficiale

A questo si possono aggiungere gli organismi che vivono nel microstrato all'interfaccia tra aria e acqua:
- microstrato neuston: organismi (microrganismi) che vivono nel microstrato superficiale racchiuso tra la superficie superiore e inferiore.

Marshall e Burchardt dividono il neuston in tre categorie ecologiche:
- euneuston: organismi con la massima abbondanza in prossimità della superficie su cui risiedono giorno e notte
- neuston facoltativo: organismi che si concentrano in superficie solo durante determinate ore del giorno, generalmente durante il buio
- pseudoneuston: organismi con concentrazioni massime negli strati più profondi ma che raggiungono il livello superficiale per lo meno in determinate ore

### Inondazioni
Esistono diversi fattori ambientali terrestri come le inondazioni e la siccità che influenzano specie come i neuston, indipendentemente dal fatto che gli effetti portino a variazioni più o meno significative nella specie. Quando si verificano impulsi di inondazione (un fattore abiotico), si verifica la connettività tra diversi ambienti acquatici. Le specie che vivono in ambienti con modelli alluvionali irregolari tendono ad avere più variazioni, o addirittura a diminuire specie e variazioni; fenomeno che accade anche quando si verifica la siccità.

## Marine neuston
I neuston marini, organismi che vivono sulla superficie dell'oceano, sono uno dei gruppi planctonici meno studiati. Neuston occupa una nicchia ecologica ristretta ed è interessato da un'ampia gamma di processi endogeni ed esogeni, essendo anche una fonte di cibo per i pesci zooplancton che migrano dagli strati profondi e per gli uccelli marini. 

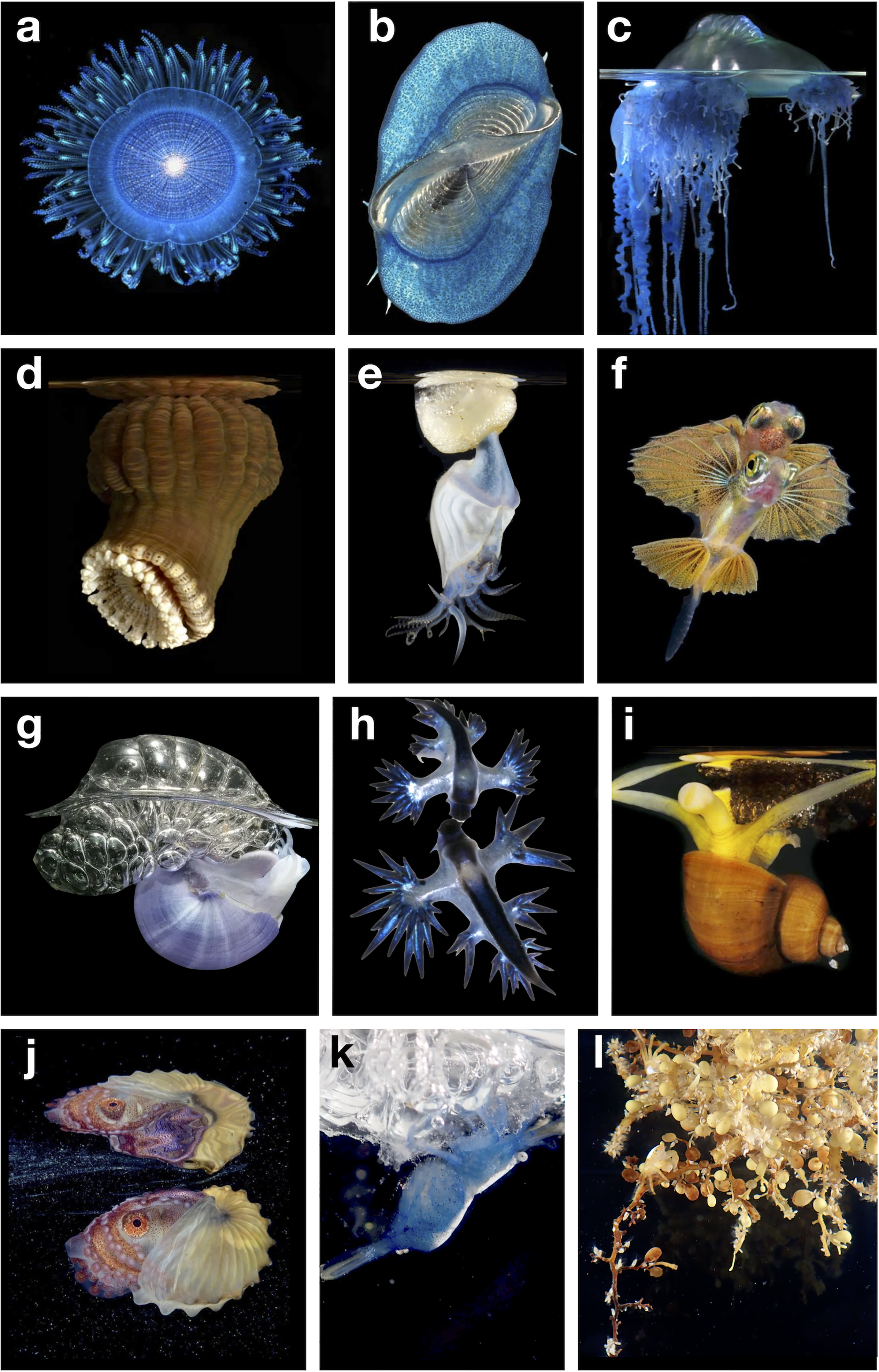
Esempi di neuston: (a) Porpita (b) Velella (c) Physalia (d) Actinecta (e) Dosima fascicularis (f) Pesce volante(g) lumaca viola Janthinasp (h) draghi di mare blu Glaucus (i) Lumaca Recluzia (j) Aurgonaut (k) Gambero della famiglia Hippolytidae (l) Alga Sargassum con un granchio Portunus sayi.

Gli animali neustonici costituiscono un sottoinsieme della comunità dello zooplancton, che svolge un ruolo fondamentale nel funzionamento degli ecosistemi marini. Lo zooplancton è parzialmente responsabile del flusso di energia attiva tra gli strati superficiali e profondi dell'oceano. La composizione delle specie di zooplancton, la biomassa e la produzione secondaria influenzano un'ampia gamma di livelli trofici nelle comunità marine, poiché costituiscono un collegamento tra la produzione primaria e i consumatori secondari. I copepodi costituiscono il taxon di zooplancton più abbondante in termini di biomassa e diversità in tutto il mondo. Di conseguenza, i cambiamenti nella composizione della loro comunità possono avere un impatto sui cicli biogeochimici e potrebbero essere indicativi degli impatti della variabilità climatica sul funzionamento dell'ecosistema.
Storicamente, la ricerca sugli assemblaggi di zooplancton si è concentrata principalmente sugli studi tassonomici e quelli relativi alla struttura della comunità. Successivamente la ricerca ha virato verso un approccio alternativo basato sui tratti, fornendo una prospettiva più focalizzata su gruppi di specie con tratti funzionali analoghi. Ciò consente di classificare gli individui in tipi caratterizzati dalla presenza/assenza di determinati alleli di un gene, in classi dimensionali, corporazioni ecologiche o gruppi funzionali (FG). I tratti funzionali sono fenotipi che influenzano la forma fisica, la crescita, la sopravvivenza e la capacità riproduttiva dell'organismo. Sono regolati dall'espressione dei geni all'interno delle specie. Inoltre un tratto funzionale specifico può anche svilupparsi dalle interazioni tra altri tratti e condizioni ambientali, portando un determinato raggruppamento di tratti a essere favorito in determinate condizioni. I tratti dello zooplancton possono essere classificati in base alle funzioni ecologiche: alimentazione, crescita, riproduzione, sopravvivenza e altre caratteristiche come morfologia, fisiologia, comportamento o storia di vita. In particolare, le strategie di alimentazione e i gruppi trofici sono rilevanti per stabilire l'efficienza alimentare e il rischio di predazione associato. Inoltre, facilitano la comprensione dei servizi ecosistemici associati allo zooplancton, come la distribuzione della pesca o il ciclo biogeochimico, consentendo anche il posizionamento dei taxa di zooplancton nella catena alimentare.

## Galleria d'immagini

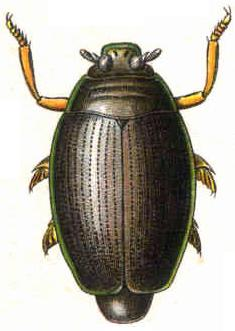
Gyrinus natator
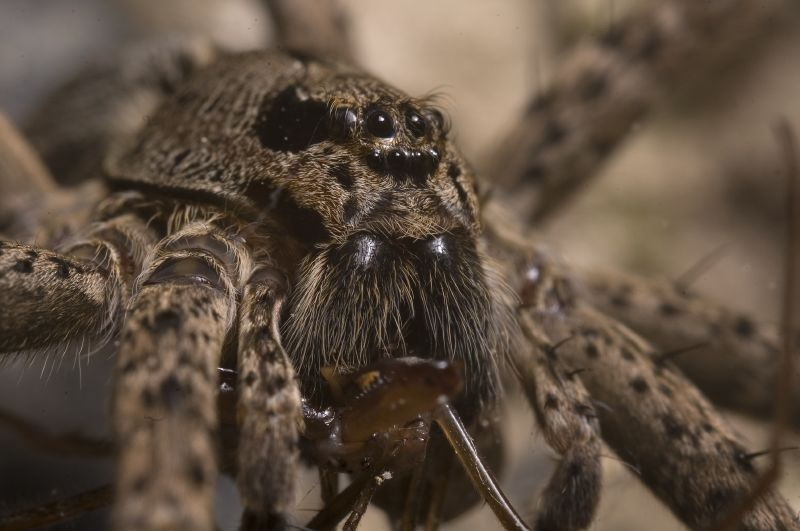
Argyroneta aquatica
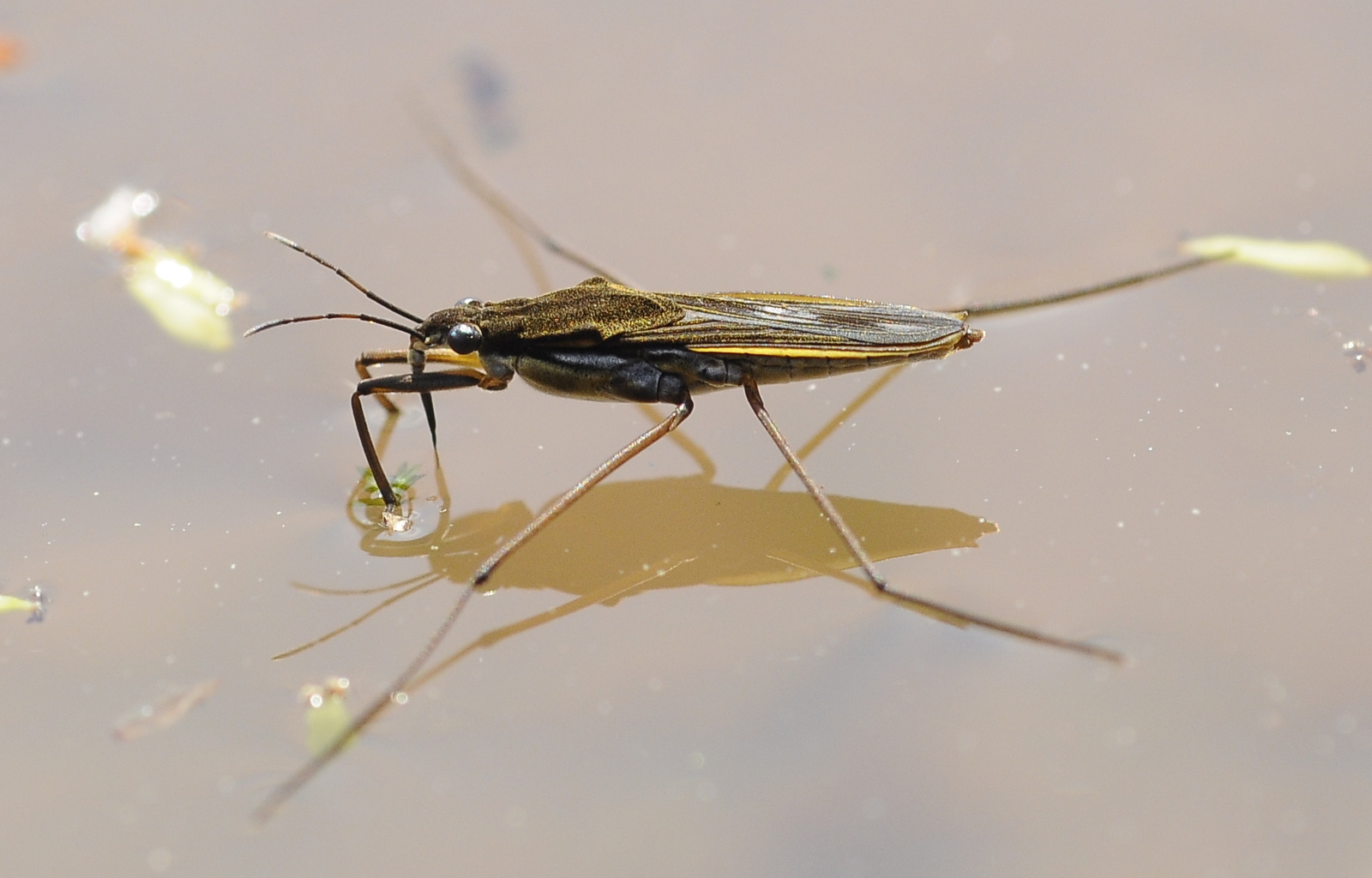
un esemplare del genere Gerris
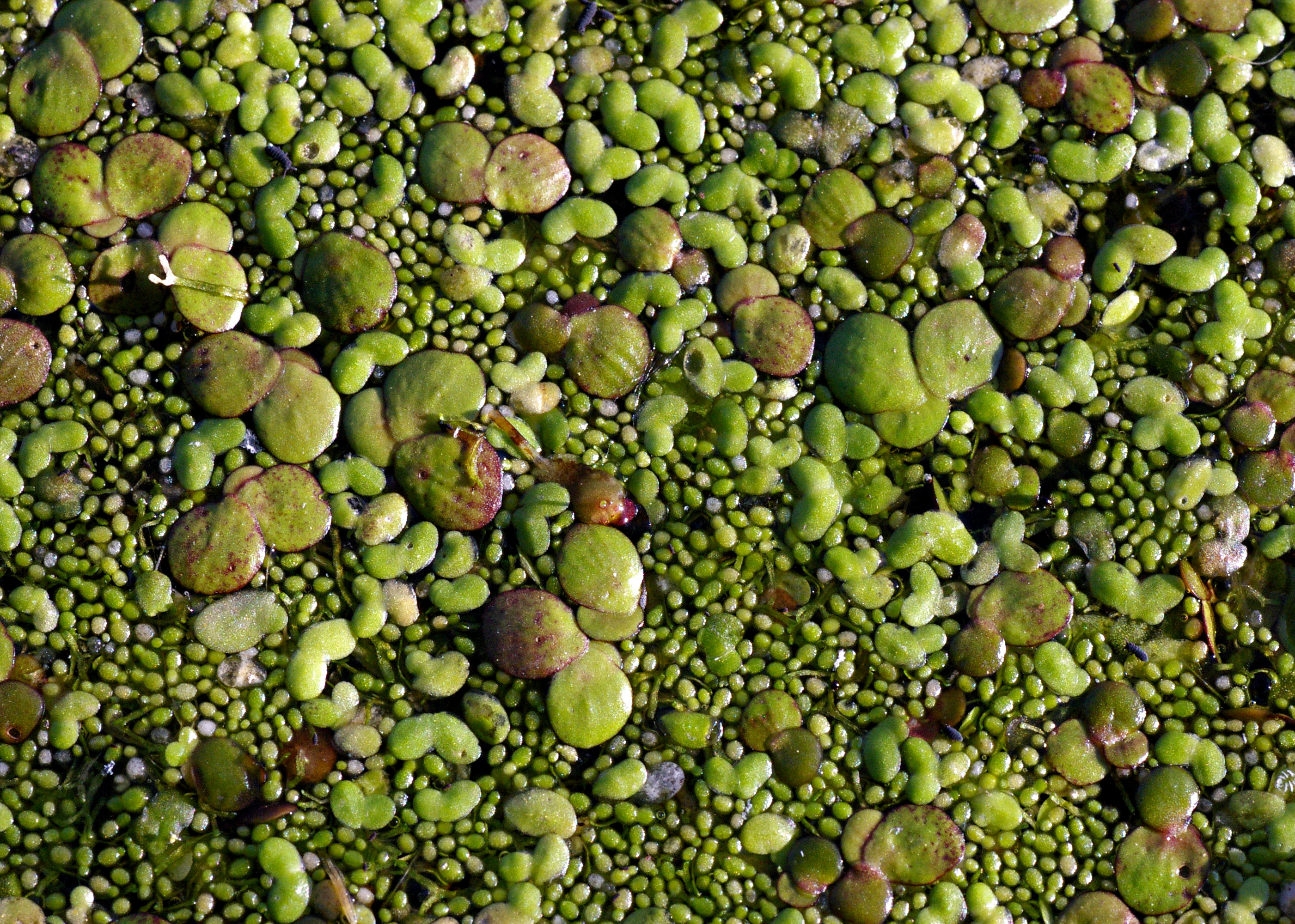
Lemnoideae